# Retenční marketing
Retenční marketing nebo retenční strategie je přístup, který se zaměřuje na péči o stávající klienty a budování vztahu s nimi. Cílem je udržet co nejvíce zákazníků co nejdelší dobu a podpořit opakované nákupy.

## Výhody retenčního marketingu
Retenční marketing s sebou přináší řadu výhod. Pro společnosti obvykle bývá udržení stávajícího zákazníka levnější než získání nového.. V důsledku tak zlepšení zákaznické retence vede ke snížení akvizičních marketingových nákladů, resp. k jejich efektivnějšímu využití.
Klienti (věrní zákazníci), kteří opakovaně nakupují, tvoří firmám většinu tržeb. Podle průzkumu společnosti Smile.io, v rámci kterého zkoumala 250 000 e-commerce byznysů, v průměru 8 % zákazníků tvoří více než 41 % celkových ročních příjmů. S rostoucími náklady na akvizici se nezřídka stává, že jednorázoví zákazníci ani nepokryjí náklady spojené s jejich získáním.
Retenční marketing také posiluje důvěru a buduje věrnost, takže zákazníci pak snáze a ochotněji doporučují danou společnost druhým.

## Nástroje retenčního marketingu
V rámci retenčního marketingu se využívají různé strategie, které zvyšují zákaznickou retenci a podporují opakované nákupy.
- Věrnostní programy – dárky, slevy nebo exkluzivní nabídky pro stálé zákazníky.
- E-mail marketing – rozesílání komerčních i nekomerčních sdělení.
- Personalizace – přizpůsobení komunikace, služby nebo produktu konkrétnímu zákazníkovi na základě jeho nákupního chování a preferencí.
- Segmentace zákazníků – rozdělení zákazníků podle nákupního chování a frekvence nákupů (např. pomocí RFM analýzy[8]).
- Zákaznický servis – souhrn aktivit, které společnost poskytuje svým zákazníkům, aby zajistila jejich spokojenost.[9]
- Kvalitní zákaznická zkušenost (CX) – souhrn všech dojmů, které si zákazník vytváří při kontaktu s danou společností.[10]
- Remarketing a retargeting – připomínání produktů nebo služeb zákazníkům, kteří o ně již projevili zájem.
- Obsahový marketing – tvorba obsahu slouží jak k přilákání nových zákazníků, tak udržení těch stávajících.

## Retenční metriky
Úspěšnost retenční strategie lze měřit několika klíčovými metrikami. Výběr vhodných metrik se odvíjí vždy od typu produktu nebo služby.
- Customer Retention Rate (Míra udržení zákazníků) – vyjadřuje, kolik zákazníků si společnost v daném období udržela.
- Churn Rate (Míra odlivu) – vyjadřuje, kolik zákazníků společnost v daném období ztratila.
- Repeat Purchase Rate (Míra opakovaných nákupů) – ukazuje, kolik procent zákazníků v daném období opakovaně nakoupilo.
- Purchase Frequency (Frekvence nákupu) – vyjadřuje, kolikrát konkrétní zákazníci nakoupili v daném období.
- Average Order Value (Průměrná hodnota objednávky) – částka, kterou zákazník v průměru utratí za jednu objednávku.
- Customer Lifetime Value (Celoživotní hodnota zákazníka) – ukazuje celkovou hodnotu zákazníka pro danou společnost.